# آتش‌دلان
آتش‌دلان (نام علمی: Bombinatoridae) نام یک تیره از زیرراسته باستان‌غوکان است.